# Вајнори
Вајнори (слч. Vajnory) је градска четврт Братиславе, у округу Братислава III, у Братиславском крају, Словачка Република.

## Становништво
Према подацима о броју становника из 2011. године градско насеље је имало 5.130 становника.